# Ravine Grand
Die Ravine Grand ist ein kurzer Fluss im Parish Saint Patrick von Dominica.

## Geographie
Die Ravine Grand entspringt am Osthang der Soufrière Ridge (Morne Plat Pays) aus demselben Grundwasserleiter wie der südlich benachbarte Micham River und verläuft steil und stetig nach Nordosten. Sie fließt mit weiteren kleinen Quellbächen zusammen und mündet bei Pichelin in den Pichelin River.